# Testicules de taureau à l'ardennaise
 (février 2016).
Les testicules de taureau à l'ardennaise se préparent avec des oignons. Ce plat typique de Belgique est fait à base de testicules de taureau dont on extrait uniquement l'intérieur afin de le cuisiner.